# Konzum
Konzum est une entreprise croate. L'entreprise, fondée en 1957 et basée à Zagreb, est la première chaîne de distribution du pays.